# Джамаат Ахадун Ахад
Джамаат Ахадун Ахад (араб. جماعة أحد أحد‎), (англ. Jamaat Ahadun Ahad) — радикальная салафитская вооружённая группа, участвовавшая в гражданской войне в Сирии. В состав группы входили чеченцы и другие иностранцы, а также местные сирийцы, образована в 2014 году чеченским командиром под псевдонимом Аль-Бара Шишани. По некоторым данным, в 2016 году некоторые члены группы в неизвестном количестве покинули Латакию и присоединилась к террористической организации Исламское государство.